# Тенис корт
Тенис корт (на английски: court; на латински: cohors – оградено място) е равна, гладка, правоъгълна площадка, предназначена за игра на тенис.

## Размери
Дължината на корта е 23,77 m, ширината – 8,23 m (за единична игра) или 10,97 m за игра на двойки. Отстрани на площадката има допълнително място за съдиите и почивка на играчите. По средата на корта има изпъната мрежа по цялата ширина, паралелна на задните линии, която разделя корта на две еднакви половини. Височината на мрежата е 1,07 m при двата стълба и 0,914 m – в центъра. Габаритите на игрището с околните на игралното поле свободни ивици са: ширина 18,3 m и дължина 36,7 m.

## Покрития
Тенис кортовете имат няколко различни покрития. Видът и материалът на покритието влияят на отскока на тенис топката и предполага различна стратегия на игра.

### Тревни покрития
Тревните тенис кортове съществуват откакто съществува и тенисът като спорт. За тях е характерен ниският и най-бърз отскок на топката. Играта се усложнява и от най-малките неравности на терена. Едни от най-известните тревни кортове са тези на турнира Уимбълдън. Традиционно на такива кортове са най-добри състезателите от Австралия и Великобритания.

### Червени кортове
Червен корт или „клей“ се наричат тенис коротве с керамична настилка, като пясък, глина, натрошени тухли или камъни с добавки на пластмасови и гумени материали. Цветът им е червен или тъмно зелен. Те се считат за най-бавните кортове, съответно и разиграването става по-бавно. Най-известните кортове с такава настилка са на Открития шампионат на Франция (бившият „Ролан Гарос“).

### Твърдо покритие
Твърдите настилки са бетон или асфалт, покрити с някаква синтетична материя. те са сравнително по-бързи, но не толкова колкото тревните. На такива кортове се играят шампионатите на САЩ – Ю Ес Оупън и на Австралия.